# 태국 여자 배구 국가대표팀
태국 여자 배구 국가대표팀은 태국을 대표하여 국가대항전에 참가하는 여자 배구 국가대표팀으로 태국 배구 협회에 의해 운영된다.

## 역대 성적

### 세계선수권
- 1998년 13위
- 2002년 17위
- 2010년 13위
- 2014년 17위
- 2018년 13위
- 2022년 13위

### 아시안 게임
- 1966년 5위
- 1970년 5위
- 1978년 5위
- 1986년 4위
- 1990년 6위
- 1994년 5위
- 1998년 4위
- 2002년 5위
- 2006년 4위
- 2010년 5위
- 2014년 동메달
- 2018년 은메달
- 2022년 동메달

### 아시아 선수권
- 1987년 5위
- 1989년 6위
- 1991년 7위
- 1993년 7위
- 1995년 5위
- 1997년 5위
- 1999년 4위
- 2001년 3위
- 2003년 4위
- 2005년 6위
- 2007년 3위
- 2009년 우승
- 2011년 4위

### AVC컵
- 2008년 3위

## 같이 보기
- 태국 배구 국가대표팀